# La Vila Olímpica del Poblenou
Vila Olimpica este un cartier din districtul 10, Sant Martí, al orasului Barcelona.